# Redemption Song
Redemption Song is een nummer van Bob Marley, uitgebracht in 1980. Het is het laatste nummer van het album Uprising. Het wordt beschouwd als een van Marleys beste nummers: Rolling Stone plaatste het nummer op plaats 66 van The 500 Greatest Songs of All Time. Sommige belangrijke delen van de tekst zijn afkomstig van een speech van panafrikanist Marcus Garvey.
Anders dan de meeste nummers van Marley is Redemption Song een akoestische solo-opname, met Marley die zingt en gitaar speelt zonder begeleiding.

## Betekenis en invloed
Het nummer spoort aan "jezelf te bevrijden van geestelijke slavernij", omdat "niemand behalve wijzelf onze geesten kunnen bevrijden". Deze tekst is afkomstig van een speech gegeven door Marcus Garvey in Nova Scotia in oktober 1937 die gepubliceerd werd in zijn magazine Black Man:

We are going to emancipate ourselves from mental slavery because whilst others might free the body, none but ourselves can free the mind. Mind is your only ruler, sovereign. The man who is not able to develop and use his mind is bound to be the slave of the other man who uses his mind...

In 2009 verkoos de Jamaicaanse dichter Mutabaruka "Redemption Song" tot de meest invloedrijke opname in de Jamaicaanse muziekgeschiedenis.

## NPO Radio 2 Top 2000
| Nummer met noteringen in de NPO Radio 2 Top 2000 | '12  | '13 | '14 | '15 | '16 | '17 | '18 | '19 | '20 | '21 | '22 | '23 | '24 |
| ------------------------------------------------ | ---- | --- | --- | --- | --- | --- | --- | --- | --- | --- | --- | --- | --- |
| Redemption Song                                  | 1931 | 666 | 250 | 192 | 213 | 271 | 350 | 369 | 261 | 304 | 410 | 473 | 392 |

1. ↑  Een vetgedrukt getal geeft de hoogste notering aan.
2. ↑  2012 was het eerste jaar met een notering voor dit nummer.

Bob Marley · Junior Braithwaite · Beverley Kelso · Bunny Wailer · Peter Tosh · Cherry Smith · Constantine "Vision" Walker · Earl "Chinna" Smith · Aston Barrett · Joe Higgs · Earl Lindo · Carlton Barrett · Al Anderson · Alvin Patterson · Junior Marvin · Donald Kinsey · Tyrone Downie · I Threes (Rita Marley · Marcia Griffiths · Judy Mowatt)